# (5304) Bazhenov
(5304) Bazhenov est un astéroïde de la ceinture principale.

## Description
(5304) Bazhenov est un astéroïde de la ceinture principale. Il fut découvert le 2 octobre 1978 à Naoutchnyï par Lioudmila Jouravliova. Il présente une orbite caractérisée par un demi-grand axe de 2,98 UA, une excentricité de 0,07 et une inclinaison de 9,0° par rapport à l'écliptique.

## Compléments